# L-05D
docomo with series Optimus it L-05D (ドコモ ウィズ シリーズ オプティマス イット エルゼロゴディー)は、韓国のLGエレクトロニクスによって開発された、NTTドコモの第3.9世代移動通信システム(Xi)と第3世代移動通信システム(FOMA)のデュアルモード端末である。docomo with seriesのひとつ。

## 概要
Optimusシリーズでは珍しく日本市場のみでの投入となる端末で、docomo with seriesでは初めてのXi対応機種でもある。
防水端末だが、キャップのないMicroUSB端子・イヤホンマイク端子を採用しており、端子の奥に浸水しない止水構造になっている。
メインカメラは有効画素数820万画素、サブカメラは有効画素数32万画素。メインカメラの主な撮影機能として、明暗差の激しい場所でも露出の異なる3枚の写真を瞬時に撮影・合成し、美しい写真を撮影できる「HDR機能」やシャッターを押した瞬間から0.25秒間隔で1秒前までさかのぼって撮影できる「タイムキャッチショット機能」、動画撮影中でも静止画撮影ができる「ライブスナップショット機能」を備えている。
操作面では、メーカーサイト「LG Smart World」への無料会員登録により、季節やイベントに応じたデコメ絵文字が自動で追加配信される「デコメダウンローダー」や文字と絵文字を同時入力できる「絵文字クイック」を搭載。また現在地情報から近くのカフェやショップ情報が確認できるほか、街で気に入ったファッションをチェックし、その服の情報を検索できる無料アプリ「Style Navi」をプリインストールしている。さらに「On-Screen Phone」搭載により、パソコンとワイヤレスでつなぎ、L-05Dを遠隔操作できる。
また、ワンセグやおサイフケータイといった日本独自機能にも対応しているほか、Xiにも対応している。さらに標準セットには、電池パックを予備用としてもう1個同梱されるほか、電池パック単体での充電ができる専用のバッテリーチャージャーも同梱される。
ただしモバキャス(NOTTV)・おくだけ充電には対応していない。

## 主な機能
| 主な対応サービス                                 | 主な対応サービス                         | 主な対応サービス                       | 主な対応サービス                              |
| ------------------------------------------------ | ---------------------------------------- | -------------------------------------- | --------------------------------------------- |
| タッチパネル／加速度センサー                     | Xi／FOMAハイスピード                     | Bluetooth                              | DCMX／おサイフケータイ／赤外線／トルカ        |
| ワンセグ／モバキャス                             | メロディコール                           | テザリング                             | WiFi IEEE802.11b/g/n                          |
| GPS                                              | spモード／電話帳バックアップ             | デコメール／デコメ絵文字／デコメアニメ | iチャネル                                     |
| エリアメール／ソフトウェアーアップデート自動更新 | デジタルオーディオプレーヤー(WMA)(MP3他) | GSM／3Gローミング(WORLD WING)          | フルブラウザ／Flash Player                    |
| Google Play／dメニュー／dマーケット              | Gmail／Google Talk／YouTube／Picasa      | バーコードリーダ／名刺リーダ           | ドコモ地図ナビ／Google Maps／ストリートビュー |

## 歴史
- 2012年5月16日 - NTTドコモより発表。
- 2012年6月22日 - 事前予約開始。
- 2012年6月30日 - 発売開始[5]。
- 2013年5月8日 - Android 4.1バージョンアップ対象機種に選定される[6]。
- 2013年6月5日 - OSバージョンアップ実施。これにより、本機のOSバージョンアップのバージョンが4.0から4.1へと更新される。
- 2013年6月28日 - 6月27日に配信されたアップデートが正常に行われない不具合が発生したため、ソフトウェアアップデートの提供を一時中止した[7]。
- 2013年7月17日 - ソフトウェアアップデートの配信を再開[8]。

## アップデート・不具合など
2012年7月26日のアップデート
- Google Playでコンテンツ決済が利用できない場合がある。
- ソフトウェアバージョンがL05D10c、L05D10dからL05D10eになる。

2012年12月3日のアップデート
- 特定サイトを閲覧すると、まれにブラウザが強制終了する場合がある。
- バックライト消灯時、音量キーでもバックライトを点灯できるように改善。
- 「Google Playブックス」アプリの追加。
- ソフトウェアバージョンがL05D10eからL05D10fになる。

2013年6月5日のアップデート(OSバージョンアップ)
- 本機特有の主な変更点
  - ロック解除方法にスワイプ機能を追加。
  - タスク管理画面の追加。
  - 言語設定及びLGキーボードによる文字入力で韓国語に対応。
  - 「LGアプリケーションマネージャー」アプリの追加。
- Android 4.1における共通の変更点
  - Android OS全体で、表示速度とタッチ反応が向上。
  - Google Nowへの対応。
  - ステータスバーから次のアクションが可能に。
- ドコモ共通の変更点
  - データ保管BOXへ対応。
- 不具合修正
  - spモードメールのアニメーションgifが正常に表示されない場合がある不具合を修正する。
- ソフトウェアバージョンがL05D10c、L05D10d、L05D10e、L05D10fのいずれかからL05D20bになる。

2013年6月27日のアップデート
- LINEなどの一部のSNSアプリにおいて、通知サウンド設定が正しく反映されない場合がある不具合を修正する。
- ソフトウェアバージョンがL05D20bからL05D20cになる。
  - 6月28日にこのソフトウェアアップデートが正常に実施できない場合があることが判明し、7月17日に修正版のソフトウェアアップデートが配信されるまで配信を一時中止した[7]。

2013年7月17日のアップデート
- 2013年6月27日のアップデートと同じく、LINEなどの一部のSNSアプリにおいて、通知サウンド設定が正しく反映されない場合がある不具合を修正する。
- ソフトウェアバージョンがL05D20b、L05D20cからL05D20dになる。